# Xứ hải ngoại thuộc Pháp
Xứ Hải ngoại (tiếng Pháp: pays d'outre-mer, viết tắt POM) là một bậc hành chính mới cho cộng đồng hải ngoại Polynésie thuộc Pháp ở Nam Thái Bình Dương. Polynésie thuộc Pháp nguyên là một lãnh thổ hải ngoại cho đến khi sửa đổi hiến pháp ngày 28 tháng 3 năm 2003 để thành lập cộng đồng hải ngoại. Sau đó, vào ngày  27 tháng 2 năm 2004, một đạo luật được thông qua đã cho phép Polynésie thuộc Pháp có một bậc hành chính đặc biệt là xứ hải ngoại. Tuy nhiên, Hội đồng Lập pháp Cộng hòa Pháp đã quyết định đây đơn thuần là một tên gọi hành chính và không phù hợp với hiến pháp.
Tình trạng hành chính mới của lãnh thổ đồng nghĩa với việc trao cho Polynésie thuộc Pháp quyền tự trị cao hơn (luật dân sự, luật thương mại, luật lao động) và bảo vệ những quyền tự trị từ trước đó như y tế, phát triển đô thị và môi trường. Thêm vào đó, lãnh thổ giờ đây có quyền phản đối các đạo luật của Quốc hội Pháp khi chúng được áp dụng cho Polynésie thuộc Pháp. Hơn nữa, nó cho phép tạo ra khái niệm công dân Polynésie thuộc Pháp dựa trên cơ sở cư trú, và chỉ những người này mới có quyền bỏ phiếu trong các cuộc bầu cử cấp địa phương. Tuy nhiên, chính quyền Pháp vẫn kiểm soát về tư pháp, an ninh và trật tự công cộng, tài chính, quốc phòng và đối ngoại.
Nouvelle Calédonie, một lãnh thổ thuộc Pháp khác ở Nam Thái Bình Dương  hiện cũng có tình trạng hành chính là Cộng đồng đặc biệt, cũng đôi khi được đề cập một cách không chính xác là xứ hải ngoại. Tuy nhiên, nếu người dân Nouvelle Calédonie lựa chọn vẫn là một phần của nước Pháp trong một cuộc trưng cầu dân ý sẽ được tổ chức sớm nhất vào năm 2014, thì cộng đồng này có thể trở thành một xứ hải ngoại.